# Yeelen, la luce
Yeelen, la luce (Yeelen) è un film del 1987 diretto da Souleymane Cissé.
Presentato al Festival di Cannes, il film vi ha ottenuto il Premio della giuria.

## Trama
In un'Africa primordiale, tra i Bambara del Mali i maestri del komo, l'arte della magia, tramandano gelosamente da padre a figlio le proprie conoscenze. Tra il giovane Nianankoro e il padre nasce una forte rivalità: il primo, ribellandosi ai privilegi della ristretta casta di stregoni, vorrebbe che tutti apprendessero questo mestiere; il secondo, pur di conservare l'ordine tradizionale, sarebbe pronto a uccidere. La reazione violenta del padre costringe Nianankoro a fuggire.
Dopo un lungo inseguimento, che è anche un viaggio di iniziazione, il ragazzo tornerà per combattere il padre in un duello di armi magiche, sconfiggendolo.

## Riconoscimenti
- Festival di Cannes 1987: Premio della giuria
- Seminci 1987: espiga de plata